# Unidade de resposta audível

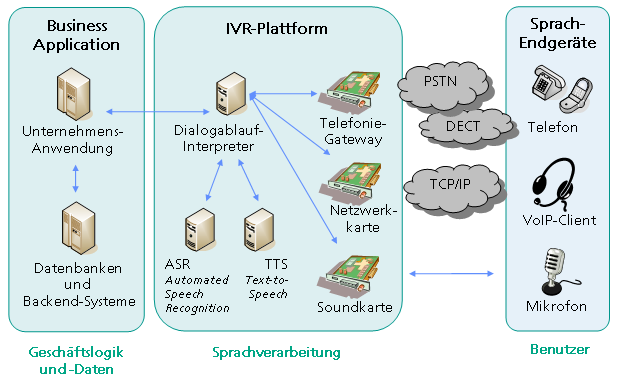
Arquitetura de Sistemas Interativos de Resposta de Voz.

Unidade de Resposta Audível URA, também chamado de  IVR (Interactive Voice Response), talker ou atendente eletrônica é um equipamento para um call center que provê serviços automáticos para os clientes que ligam como responder a dúvidas e fornecer informações sem a intervenção de um atendente. Os sistemas URA podem responder com áudio pré-gravado ou dinamicamente gerado, para orientar usuários diretos sobre como proceder. Os sistemas URA podem ser usados para compras, pagamentos e serviços bancários via dispositivos móveis, compras em varejo, serviços públicos (como eletricidade, telefonia, etc.), informações sobre viagens e informações meteorológicas.

## Tecnologia de ponta
A unidade de resposta audível pode ser usada para o atendimento de linha de frente em uma operação de call center, identificando as necessidades do autor da chamada. Pode-se obter informações sobre o autor da chamada, tal como o número de conta. Os números de conta da URA são frequentemente comparados com os dados de identificação de chamada por razões de segurança, e são necessárias respostas adicionais da URA se a identificação do autor da chamada não coincidir com o registro da conta.

## Uso

### Bancos
As instituições bancárias são dependentes de sistemas URA para o envolvimento do cliente e para estender o horário de expediente para uma operação 24/7. Os serviços bancários por telefone permitem que os clientes verifiquem saldos e históricos de transações, assim como permitem fazer pagamentos e transferências. À medida que canais on-line têm surgido, a satisfação do cliente bancário vem diminuindo.

### Médico
Os sistemas URA são usados por empresas farmacêuticas e organizações de pesquisa contratadas para conduzir ensaios clínicos e gerenciar grandes volumes de dados gerados. O autor da chamada responderá perguntas em seu idioma preferido, e suas respostas serão registradas numa base de dados e, possivelmente, gravadas simultaneamente para confirmar a autenticidade.

### Pesquisas
Algumas das maiores plataformas instalados de URA são usadas para votação por telefone em game shows de televisão, tais como Pop Idol e Big Brother, que podem gerar enormes picos de chamadas. A URA também pode ser utilizada por organizações de pesquisa para fazer perguntas mais sensíveis, onde os pesquisadores estão preocupados em que um entrevistado possa se sentir menos confortável respondendo a um interlocutor humano.

## Prós e Contras
O URA é por vezes criticada por ser inútil e difícil de usar devido à má concepção e falta de apreciação das necessidades do usuário. No entanto, para as empresas de Telemarketing/Telecobrança, esse recurso gera economia e uma maior assertividade no contato com o cliente.